# Aéroport Yakubu Gowon

L'aéroport Yakubu Gowon (code IATA : JOS • code OACI : DNJO) est un aéroport desservant Jos, la capitale de l'État de Plateau et l'une des villes les plus peuplées de la Middle Belt du Nigéria. Il porte le nom de Yakubu Gowon, général et homme politique, président du Nigéria de 1966 à 1975, originaire du Plateau. 
Des vols intérieurs desservent Abuja et Lagos. 

## Situation
| Uyo Katsina Owerri Asaba Kaduna Maiduguri Port · Harcourt Int. P. Harcourt · Ville Kano Lagos Abuja Sokoto Enugu Akure Bauchi Benin Dutse Ibadan Ilorin Jalingo Makurdi Calabar Warri Jos Yola |

## Compagnies et destinations
| Compagnies | Destinations           |
| ---------- | ---------------------- |
| Arik Air   | Lagos-Murtala Muhammed |
| Max Air    | Abuja-N. Azikiwe       |
| ValueJet   | Lagos-Murtala Muhammed |

Édité le 06/03/2023  Actualisé le 9/11/2023